# Xã Madelia, Quận Watonwan, Minnesota
Xã Madelia (tiếng Anh: Madelia Township) là một xã thuộc quận Watonwan, tiểu bang Minnesota, Hoa Kỳ. Năm 2010, dân số của xã này là 351 người.